# Rebeca Pous del Toro
Rebeca, de nom complet Rebeca Pous del Toro, (Barcelona, 1 de novembre de 1974) és una cantant catalana. Durant la seva carrera musical ha publicat sis àlbums, més de 50 senzills i dos EP digitals. D'aquests sis àlbums, dos han estat recopilatoris.

## Biografia
Filla de José María Pous, pintor, i de Franciska del Toro, cantant de Puerto Rico, tot i que la seva mare afirma que és filla del periodista Jesús Hermida.

### Carrera musical
L'any 2006, intentà representar Espanya a Eurovisió, però no fou elegida. En els següents anys, continuà intentant ser la representant espanyola a Eurovisió, cosa que no aconseguí. Malgrat això, fou una de les compositores de la cançó I love you mi vida, que va representar Espanya l'any 2007.
Des de 2013 va ser protagonista dels musicals World of Abba i Broadway on Ice, en gira pels teatres d'Espanya.
L'any 2017 actuà al World Pride 2017 de Madrid i després de diversos anys sense treure treball discogràfic, el 2017 va publicar el disc Fiesta sobre mi corona.

### Carrera televisiva
Ha participat en dues ocasions en el reality Supervivientes, primer el 2005 a Antena 3, a Aventura en África i, després, el 2014 a Telecinco, a Hondures.
Gràcies a la seva última participació en Supervivents, ha estat convidada a Sálvame, o Deluxe i, entre 2014 i 2019, col·laborà al programa de Divinity Cazamariposas. L'any 2017 també va participar com a concursant al programa de Telecinco, Me lo dices o me lo cantas.
A més de la seva faceta com a col·laboradora, ha participat com a actriu en dues pel·lícules: Parella de tres (1995) i Objectiu Macarena (1996); i ha participat en un episodi de la sèrie Al salir de clase.
El 2020 va concursar al programa de Telecinco La Casa Fuerte 2.